# Attentat de Maiduguri du 25 novembre 2014
L'attentat de Maiduguri est commis le 25 novembre 2014 au cours de l'insurrection djihadiste au Nigeria.

## Déroulement
L'attaque a lieu vers 11 heures, dans le Monday Market, un marché populaire de Maiduguri et est commis par deux femmes kamikazes. Selon des survivants, la première femme se poste à côté d'un rickshaw, une moto triporteur, elle répond ensuite à un appel sur son téléphone portable, qu'elle jette ensuite et se fait exploser. La foule s'amasse ensuite pour secourir les blessés, et une dizaine de minutes plus tard, une deuxième femme s'approche, âgée d'une vingtaine d'années elle semble porter un bébé sous son long voile, mais elle dissimule en réalité une bombe. Elle se porte sur le lieu de la première attaque où elle se fait exploser à son tour,,.

## Bilan humain
Selon Reuters, une infirmière à l'hôpital de Maiduguri a indiqué que les services d'urgence avaient reçu les corps de 42 personnes tuées et un membre de l'hôpital universitaire, situé dans une autre partie de la ville, ajouté qu'environ 12 blessés avaient 
été admis et que deux d'entre eux étaient par la suite décédés. Selon Dogara Shehu, un membre de l'équipe médicale sur place, « plus de 45 personnes ont été tuées, dont certaines ont été complètement décapitées ».